# Poeciloxestia ochrotaenia
Poeciloxestia ochrotaenia är en skalbaggsart som först beskrevs av Bates 1870.  Poeciloxestia ochrotaenia ingår i släktet Poeciloxestia och familjen långhorningar. Inga underarter finns listade i Catalogue of Life.